# آیا تجربه‌اش را داشته‌اید؟ (ترانه)
آیا تجربه‌اش را داشته‌اید؟ (به انگلیسی: Are You Experienced?‎) ترانه‌ای از گروه سایکدلیک راک انگلیسی-آمریکایی جیمی هندریکس اکسپرینس است که در سال ۱۹۶۷، در اولین آلبوم استودیویی گروه، تجت عنوان آیا تجربه‌اش را داشته‌اید منتشر شده‌است و ترک عنوانی آلبوم هم محسوب می‌شود. این ترانه توسط گیتاریست و خواننده گروه، جیمی هندریکس نوشته شده‌است و تهیه‌کنندگی آن را چز چندلر بر عهده داشته‌است. این ترانه از آخرین ترانه‌هایی بود که برای آلبوم ضبط شد و در هر دو نسخه از آلبوم (نسخه اصلی و نسخه منتشر شده در آمریکای شمالی)، ترک پایانی آلبوم است. این ترانه در ۳ آوریل ۱۹۶۷ در المپیک استودیوز در لندن ضبط شد. هرچند که اجرای این ترانه در استودیو هم پیچیدگی‌های خاص خود را داشت، گروه جیمی هندریکس اکسپرینس این ترانه را چندین بار در سال‌های ۱۹۶۷ و ۱۹۶۸ به صورت زنده در کنسرت‌ها هم اجرا کرده‌است. این ترانه تاکنون توسط چندین خواننده دیگر هم بازخوانی (کاور) شده‌است.